# Tra moglie e marito (film 1963)
Tra moglie e marito (Wives and Lovers) è un film del 1963 diretto da John Rich.

## Trama
Tratto da una pièce di Jay Presson Allen il film parla delle vicissitudini coniugali degli Austin. Bill è uno scrittore che da anni insegue la fama senza successo, poi vende il suo primo romanzo grazie anche alla bravura della sua agente, Lucinda, e la moglie inizia a rodersi dalla gelosia. Il ménage si complica quando un regista compra i diritti del libro e Bill deve scrivere la sceneggiatura per farlo diventare un film, il lavoro lo assorbe completamente e la gelosia della moglie monta sempre di più. Fra una scenata e l'altra, convinta che il marito la tradisca con la sua agente, la donna accetta la corte di un vecchio amico, finché si giunge alla prima del film. L'opera di Bill si rivela anche un successo cinematografico e questo anziché riportare la pace fa esplodere definitivamente il conflitto, tanto che i due decidono di divorziare convinti l'uno del tradimento dell'altro. In preda alla rabbia litigano su tutto contendendosi e dividendosi ogni cosa, ma presto capiscono che c'è una sola che non possono dividersi, la figlia e nessuno vuole rinunciare a lei. L'accordo che raggiungono è curioso, e fa ben sperare, tornano insieme promettendosi di rimandare il divorzio finché non avranno due figli, uno per uno.